# Growl (musique)
Pour les articles homonymes, voir Growl.
Ne doit pas être confondu avec flatterzunge.

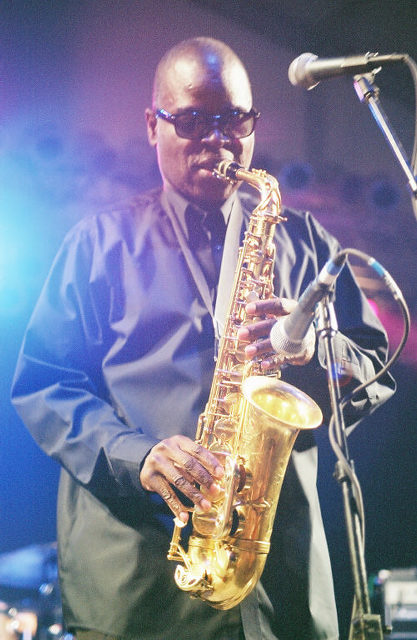
Maceo Parker, saxophoniste américain

Le growl est un procédé vocal de jazz qui consiste — lors de l'usage d'un instrument à vent et en particulier un cuivre — à faire rouler l'air dans l’arrière-gorge pour produire un son rugissant.

## Caractéristiques
Le growl est un procédé connu depuis le XVIIIe siècle. Le compositeur et clarinettiste Michel Yost demande ainsi dans l'un de ses duos (12 duos de petits airs variés, no 3) que l'un des clarinettistes joue une note en même temps qu'il en chante une autre. Le raclement ou le gargarisme n'existent pas. Seul le soufflé-chanté permettant ainsi le détaché et le frappé des notes libres est pratiqué. Ce procédé n'empêche en rien les autres effets de souffle comme le glissando.
Le growl ne doit pas être confondu avec le flatterzunge (abrégé « flat » sur les partitions) qui est le son résultant d'un martèlement de la langue entre les dents et le palais (comme lorsque l'on roule les r) pendant le jeu, ou encore le double-son, utilisé dans la musique contemporaine, pour lequel l'instrumentiste chante une note en voix de gorge tout en continuant à en jouer une autre. Le growl est utilisé par les cuivres, tous les pistons et les bois comme la clarinette et le saxophone.

## Exemples célèbres
Quelques exemples célèbres dans le jazz : Bubber Miley, Cootie Williams, Hot Lips Page, Ben Webster, Joe Nanton. Fait unique dans l'histoire du jazz, dans Ring dem Bells, avec Lionel Hampton, Cootie Williams joue un contre mi bémol en growl.